# Ricardo Sousa
Ricardo André de Pinho Sousa (ur. 11 stycznia 1979 w São João da Madeira) – portugalski trener piłkarski i piłkarz grający na pozycji ofensywnego pomocnika. Od 16 kwietnia 2021 trener portugalskiego CD Mafra.

## Życie prywatne
Pochodzi z piłkarskiej rodziny. Jego synem jest Afonso Sousa, również piłkarz.
Ojciec Sousy, António, również był piłkarzem, grającym na pozycji pomocnika i wieloletnim reprezentantem Portugalii. Kuzyn Ricarda, José, grał na pozycji obrońcy na poziomie pierwszej ligi portugalskiej. Syn Joségo, Bruno Leite, też gra w piłkę.